# セリングビジョン
セリングビジョン株式会社（英称:Selling Vision、中国名：東電超遠景）は、東京都港区に本社を置く、先端IT商品の販売、ビジネス中国語検定日本事務局などを主な業務内容とするIT教育型商社である。
2002年に、東京電力の社内ベンチャー制度を利用して、東京電力社員（設立時）の岡部秀也の発案により、東京電力の関連会社として設立された。

## 事業内容
- 先端IT・通信関連商品（ウェブ会議システム、ウイルス対策ソフト、e耳くん、モバイル端末、等）の販売
- 新商品等の市場調査
- 営業・IT導入実践研修・MOT（技術経営）研修
- 中国政府実施のビジネス中国語検定試験（BCT）日本事務局
- 中国政府実施の青少年向け中国語検定試験（YCT）日本事務局
- 中国語関連書籍出版
- 鳥インフルエンザ対策セミナー及び対策製品（マスク・ゴーグル等）販売

## 沿革
- 2002年8月8日　岡部秀也が創業
- 2002年8月　　法人向けビジネス研修開始
- 2002年8月　　パソコン会議システム「アキュミート」を販売開始
- 2002年12月　 携帯電話、PHSのモバイルソリューション開始
- 2003年3月　　携帯電話3キャリアに対応した、コンテンツサービス法人向け支援事業を開始
- 2004年3月　　セコムとホームセキュリティなどの商品紹介委託契約を締結
- 2004年6月　　IPテレビ電話システムのレンタルサービスを開始
- 2006年4月　　北京大学と提携し、ビジネス中国語会話のeラーニングと検定機関設立について計画を発表
- 2006年6月　　日本語、英語、中国語の3か国語に対応したホームページ作成サービスを開始
- 2006年6月　　ビジネス中国語関連書籍「はじめてのビジネス中国語」出版
- 2006年11月　 北京事務所開設
- 2007年10月　 日本初の青少年向け中国語検定試験（YCT）を開催
- 2007年12月　 日本初のビジネス中国語検定試験（BCT）を開催
- 2008年8月　　「BCTビジネス中国語検定試験要綱－公式ガイドブック－」出版
- 2008年8月　　光ファイバー用スプリッタモジュールを特許申請し販売
- 2008年9月　　首都圏大地震、鳥インフルエンザ等への危機管理対策としてBCP（事業継続経営）のコンサルを開始
- 2008年10月　 「中国政府公認・ビジネス中国語検定試験（BCT）模擬問題集I」出版
- 2009年5月　　岡部秀也氏が北京語言大学商務顧問に就任
- 2010年2月　　中国政府教育部・国家漢弁とビジネス中国語検定試験（BCT）・青少年向け中国語検定試験（YCT）再調印
- 2010年4月　　「BCTビジネス中国語検定試験パーフェクトトレーニング」出版